# Daddy, what did you do in the Great War?

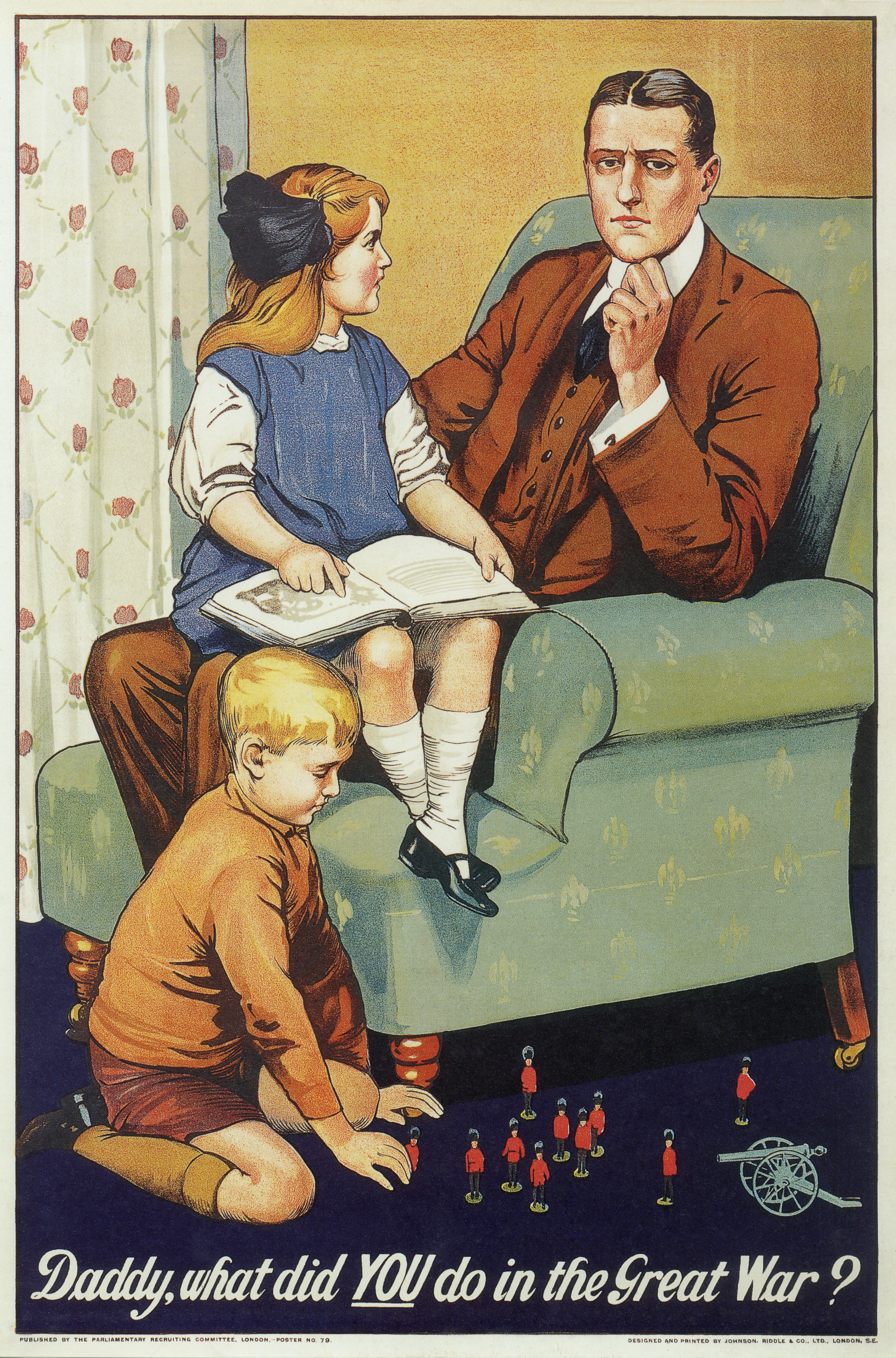
Daddy, what did you do in the Great War?

Daddy, what did you do in the Great War? («Papá, ¿qué hiciste en la Gran Guerra?») fue un cartel de reclutamiento británico de la Primera Guerra Mundial de Savile Lumley, y publicado por primera vez en marzo de 1915 por el Comité de Reclutamiento Parlamentario. Fue encargado y presentado al comité por Arthur Gunn, director de la editorial Johnson Riddle and Company. El cartel muestra a una hija que le hace una pregunta a su padre: «Papá, ¿qué hiciste en la Gran Guerra?», y representa un futuro desde la perspectiva de los espectadores en 1915. El mensaje del cartel se inspiró en los propios sentimientos de culpa de Gunn por no luchar en la guerra.
A diferencia de otros carteles de reclutamiento de la época que se centraban en llamadas a la acción más directas, el cartel utilizaba mensajes indirectos para persuadir a los hombres a alistarse en el ejército en un momento en que el servicio militar obligatorio aún no era una política en Gran Bretaña. Aunque el cartel ahora se considera un ícono de la historia británica durante la Primera Guerra Mundial, no fue uno de los carteles de reclutamiento más difundidos y hubo una reacción violenta contemporánea a su mensaje.

## Trasfondo
El reclutamiento para la Primera Guerra Mundial fue diferente al de las guerras anteriores, que habían sido libradas por el ejército profesional regular. Al estallar la guerra, Gran Bretaña no tenía una política de servicio militar obligatorio. El Comité Parlamentario de Reclutamiento, presidido por el Primer Ministro, Herbert Henry Asquith, organizó una extensa campaña oficial de reclutamiento para animar a los hombres a alistarse en el ejército.
El número de nuevos reclutas disminuyó desde noviembre de 1914 hasta septiembre de 1915 a medida que disminuía el optimismo que se sentía inicialmente durante el período inicial de la guerra. El Comité Parlamentario de Reclutamiento modificó el enfoque adoptado por sus carteles, moviéndose hacia la culpa y el patriotismo como motivadores para que los hombres se alistaran. Había 1,4 millones de nuevos voluntarios en 1915, frente a 1 millón en 1914, y aproximadamente el 30 por ciento de los hombres en edad militar se habían ofrecido como voluntarios para el servicio militar.

## Historial de publicaciones

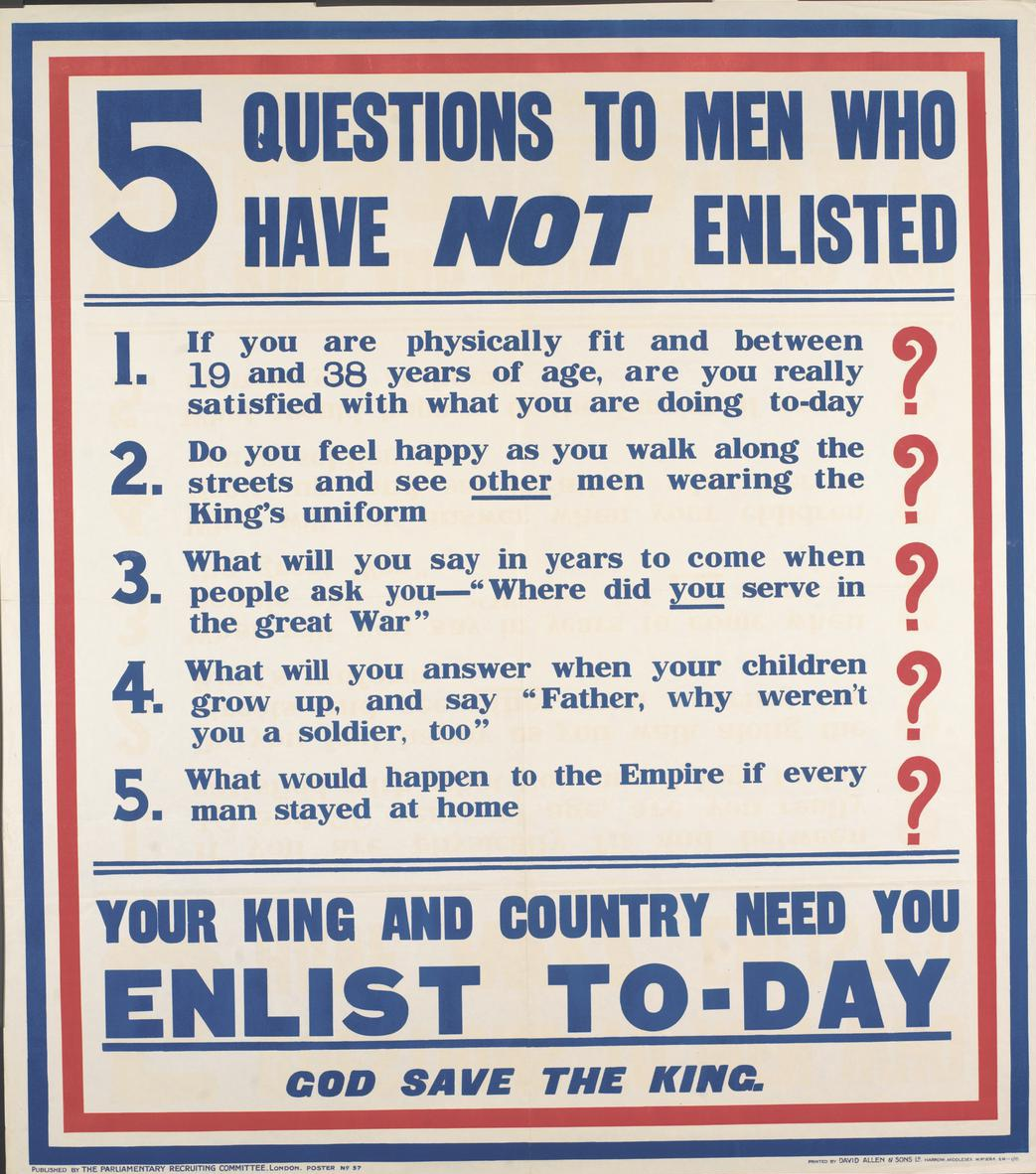
El cartel del Comité de Publicidad de Reclutamiento Voluntario de enero de 1915, 5 Questions to men who have not enlisted («5 preguntas a los hombres que no se han alistado»), fue una inspiración inicial para el mensaje en Daddy, what did you do in the Great War?

Daddy, what did you do in the Great War? no fue diseñado ni encargado por el Comité Parlamentario de Reclutamiento. En noviembre de 1914 se convocó un Comité de Publicidad de Reclutamiento Voluntario cuyo propósito era diseñar extraoficialmente carteles de reclutamiento y presentar los trabajos al Consejo del Ejército. El comité tenía siete miembros y estaba encabezado por el editor y ejecutivo de publicidad Hedley Le Bas. Algunos de los carteles del comité fueron aceptados para una circulación más amplia y también aparecieron en secciones donadas de periódicos.
La publicación de Daddy, what did you do in the Great War? fue el resultado de iteraciones de carteles con temas similares, diseñados por el comité. Thomas Russell, consultor publicitario y uno de los miembros del comité, diseñó un cartel que se publicó en enero de 1915 titulado 5 Questions to men who have not enlisted («5 preguntas a los hombres que no se han alistado»). Una de las preguntas, «¿Qué responderás cuando tus hijos crezcan y digas: 'Padre, ¿por qué no fuiste soldado también?», impresionó a Le Bas, quien se acercó a una revista para crear una caricatura basada en el eslogan; la tira resultante presentaba la pregunta «Papá, ¿por qué no fuiste soldado durante la guerra?« acompañado con el subtítulo «En los próximos años se le puede hacer esta pregunta. Únase al ejército de inmediato y ayude a asegurar el glorioso imperio del que su pequeño hijo será ciudadano». Una iteración adicional presentó a un boy scout haciendo la pregunta: «Padre, ¿qué hizo para ayudar cuando Gran Bretaña luchó por la libertad en 1915?».
La idea del cartel Daddy, what did you do in the Great War? provino de Arthur Gunn, el director de la editorial Johnson Riddle and Company. Se relacionó con el mensaje debido a sus propios sentimientos de culpa, al no haberse alistado para pelear. Le encargó al artista John Savile Lumley que creara un póster que enmarcara la pregunta dentro de un entorno doméstico. Al ver un boceto del cartel, Gunn se inscribió en la Caballería de Voluntarios de Westminster. Gunn llevó el cartel al Comité de Reclutamiento Parlamentario, quien lo aprobó para su publicación oficial como PRC no. 79.

## Diseño

### Descripción
Daddy, what did you do in the Great War? tiene una composición simple. Un hombre se sienta en un sillón mirando al espectador con una expresión distante. Una niña (su hija) se sienta en su regazo con un libro, mientras que un niño juega con soldados de juguete en el suelo cerca de la silla. El título, en cursiva blanca, se encuentra en la parte inferior del cartel. La imagen está rodeada por un borde negro. El cartel usó un proceso de impresión complicado que involucró ocho impresiones en color diferentes. A diferencia de muchos otros carteles de reclutamiento de la Primera Guerra Mundial, que se tipificaban con imágenes y palabras simples, Daddy, what did you do in the Great War? tiene dibujos más detallados con un diseño elegante.

### Propaganda
La psicología como disciplina científica y el concepto de publicidad estaban en su infancia al comienzo de la Primera Guerra Mundial. La guerra requirió el uso de la publicidad psicológica, un método para controlar e influir en toda la población, en lugar de dirigirse a una audiencia específica para un producto comercial. Daddy, what did you do in the Great War? fue uno de una serie de carteles que utilizaron la psicología como método para anunciar el ejército a los hombres. A diferencia de otros carteles de reclutamiento que eran un llamado directo a la acción, Daddy, what did you do in the Great War? fue menos directo en su mensaje. El cartel no promete que la vida del potencial recluta al enlistarse será mejor ni les vende nada; la culpa es la principal emoción impulsada por la imagen. Representando un futuro de quienes lo vieron en 1915, el cartel asume que los hombres en ese momento estarían pensando en el futuro. Implica que si no se alistaban, se enfrentarían a la humillación en casa, incluso por parte de sus propios hijos.
La imagen de domesticidad del cartel sugiere al espectador que los hombres tuvieron que luchar para preservar la vida familiar. La autora Karyn Burnham escribe que los carteles de propaganda de la época «presentaban una imagen cuidadosamente elaborada de la masculinidad que definía a los hombres 'reales' como aquellos que luchaban por sus familias, por el rey y la patria». Ella cita este cartel como un ejemplo de una imagen que llevó a los hombres a evaluar su autoestima.

## Recepción
Aunque Daddy, what did you do in the Great War? es ahora uno de los carteles de reclutamiento más famosos de la Primera Guerra Mundial, inicialmente no fue popular. Hubo otros 13 carteles publicados por el Comité de Reclutamiento Parlamentario el 15 de marzo y Daddy, what did you do in the Great War? no fue seleccionado para ser publicado en periódicos o como una tarjeta de cigarrillos. No estaba entre los carteles más producidos por el Comité de Reclutamiento Parlamentario. El cartel se hizo famoso después de que terminó la guerra y se convirtió en un ícono de la guerra. Nicholas Hiley escribe que carteles como «el 'Kitchener Wants You' de Leete y el 'Daddy, what did you do in the Great War?' de Lumleyson famosos porque queremos que sean famosos, no porque nos den acceso a las emociones dominantes de la campaña de reclutamiento».
Los historiadores franceses Stéphane Audoin-Rouzeau y Annette Becker han escrito que la campaña de propaganda durante la guerra, incluyendo lo que describen como «mensajes brutales y que inducen a la culpa» como Daddy, what did you do in the Great War? no fue la única razón por la que los hombres se apuntaron a luchar. Hay evidencia de que los reclutadores se dieron cuenta de que el enfoque que induce a la culpa en realidad puede haber sido contraproducente.Daddy, what did you do in the Great War? no era representativo de cómo muchos hombres y familias percibían la guerra: muchas personas de la clase trabajadora no confiaban en la campaña de reclutamiento en general y a otros espectadores contemporáneos no les gustó el mensaje demasiado confiado.Los opositores a la guerra de la época despreciaron el cartel y su mensaje de culpa. Robert Smillie, un líder sindical escocés nacido en Irlanda, cofundador del Partido Laborista Escocés y amigo cercano del activista contra la guerra Keir Hardie, dijo que su respuesta a la pregunta de la niña en el cartel habría sido, I tried to stop the bloody thing, my child («Traté de detener la maldita cosa, hija mía»). Savile Lumley finalmente renegó del cartel debido a la escala de críticas dirigidas hacia él.
Los hombres que luchaban en el frente encontraron humor negro en el mensaje del cartel; algunos soldados colgaron el cartel en las trincheras y dejaron respuestas sarcásticas a la pregunta de la hija. El cartel fue satirizado en un poema publicado en la revista de los Fusileros de Lancashire:

What did you do in the Great War, Dad?

Please Daddy, tell us, do:

For they censor all your letters.

So we know they can't be true.
¿Qué hiciste en la Gran Guerra, papá?

Por favor papi, cuéntanos, hazlo:

Porque censuran todas vuestras cartas.

Así que sabemos que no pueden ser verdad.

En el año anterior a la Segunda Guerra Mundial, el artista E. H. Shepard parodió el cartel en una caricatura dibujada en oposición a la política de apaciguamiento: What are you going to do in the Great Peace, Daddy? («¿Qué vas a hacer tú en la Gran Paz, papá?»).

### Citas
1. 1 2  Hiley, 1997, p. 40.
2. ↑  Hynes, Samuel (1 de abril de 1998). The Soldiers' Tale: Bearing Witness to Modern War. Penguin. p. 31. ISBN 978-1-101-19172-9.
3. 1 2  «'Daddy, what did you do in the Great War?', a British recruitment poster». British Library. Consultado el 4 de marzo de 2023.
4. ↑  Hiley, 1997, p. 41.
5. ↑  Bownes y Fleming, 2014, p. 11.
6. ↑  Bownes y Fleming, 2014, pp. 11–12.
7. ↑  Audoin-Rouzeau y Becker, 2002, p. 98.
8. ↑  Bownes y Fleming, 2014, p. 12.
9. ↑  Hiley, 1997, pp. 45–46.
10. 1 2 3 4  Hiley, 1997, p. 46.
11. ↑  «What Will Your Answer Be – What Did You Do to Help When Britain Fought for Freedom in 1915?». Imperial War Museums. Consultado el 4 de marzo de 2023.
12. ↑  Peppin, Micklethwait y Arco Publishing, 1984, p. 187.
13. ↑  «Daddy, what did YOU do in the Great War?». Victoria and Albert Museum Collections. Consultado el 4 de marzo de 2023.
14. 1 2 3  Dyer, 1982, p. 43.
15. 1 2  Moeran, 2010, p. 141.
16. 1 2 3  «Daddy, what did You do in the Great War?». Imperial War Museum. Consultado el 4 de febrero de 2015.
17. ↑  Shore, 2012, p. 93.
18. ↑  Fussell, 2009, p. 21.
19. ↑  Ball, 2020, p. 16.
20. ↑  Dyer, 1982, p. 45.
21. ↑  Burnham, 2014, p. 1.
22. 1 2  «Daddy, what did you do in the Great War?». Australian War Memorial. Consultado el 5 de marzo de 2023.
23. 1 2  Hiley, 1997, pp. 40–41.
24. ↑  Hiley, 1997, p. 42.
25. 1 2  Hiley, 1997, p. 53.
26. ↑  Hiley, 1997, p. 55.
27. ↑  Audoin-Rouzeau y Becker, 2002, p. 99.
28. ↑  Hiley, 1997, p. 50.
29. ↑  Hochschild, 2011, p. 151.
30. ↑  Bownes y Fleming, 2014, p. 20.
31. ↑  Bryant, 2014.

### Obras citadas
- Audoin-Rouzeau, Stéphane; Becker, Annette (2002). 14–18, understanding the Great War. New York: Hill and Wang. ISBN 0-8090-4643-1. OCLC 51206451.
- Ball, Rebecca (2020). «'Birmingham clapped her hands with the rest of the world, welcoming the signs of peace': Working-Class Urban Childhoods in Birmingham, London and Greater Manchester During the First World War».  En Andrews; Fleming, eds. Histories, memories and representations of being young in the First World War. Cham, Switzerland: Palgrave MacMillan. pp. 11-30. ISBN 978-3-030-49939-6. OCLC 1199891174. doi:10.1007/978-3-030-49939-6_2.
- Bownes, David; Fleming, Robert (2014). Posters of the first world war. Oxford: Shire Publications. ISBN 978-0-7478-1538-9. OCLC 888381885.
- Bryant, Mark (2014). «Your country needs YOU....». British Journalism Review (SAGE Publications) 25 (4): 61-67. ISSN 0956-4748. doi:10.1177/0956474814562775.
- Burnham, Karyn (2014). The courage of cowards : the untold stories of First World War conscientious objectors. Barnsley, South Yorkshire. ISBN 978-1-4738-3675-4. OCLC 894792004.
- Dyer, Gillian (1982). Advertising as communication. London: Methuen. ISBN 0-416-74520-2. OCLC 8494460.
- Fussell, Paul (2009). The Great War and modern memory. New York: Sterling. ISBN 978-1-4027-6439-4. OCLC 311760334.
- Hiley, Nicholas (1997). «'Kitchener wants you' and 'Daddy, what did YOU do in the Great War?' The myth of British recruiting posters». Imperial War Museum Review (11): 40-58.
- Hochschild, Adam (2011). To end all wars : a story of loyalty and rebellion, 1914–1918. Boston: Houghton Mifflin Harcourt. ISBN 978-0-618-75828-9. OCLC 646308293.
- Moeran, Brian (2010). Advertising : critical readings. Oxford: Berg. ISBN 978-1-84788-559-3. OCLC 526591293.
- Peppin, Brigid; Micklethwait, Lucy; Arco Publishing (1984). Book illustrators of the twentieth century. New York: Arco Publishing. ISBN 0-668-05670-3. OCLC 9324664.
- Shore, Robert (2012). 10 advertising principles. London: Vivays. ISBN 978-1-908126-30-6. OCLC 795182449.

- Datos: Q123479596